# Поланчец, Дамир
 Дамир Поланчец  (хорв. Damir Polančec; 25 июня 1967, Копривница, СР Хорватия) — хорватский политический деятель, заместитель Председателя правительства Хорватии и министр экономики, труда и предпринимательства Хорватии в правительстве Иво Санадера и впоследствии Ядранки Косора в 2003—2009 годах.

## Биография
30 октября 2009 года подал в отставку, мотивируя её необходимостью избежать ущерба для репутации правительства и его партии (Хорватское демократическое содружество, ХДС) в связи с обвинениями в его причастности к служебным злоупотреблениям в компании Podravka, производителю знаменитой «вегеты».
30 марта 2010 года Поланчеца задержала полиция, после чего его допросили сотрудники Бюро по борьбе с коррупцией и организованной преступностью по поводу его участия в определённых финансовых операциях между компанией Podravka, MOL и OTP Bank. По просьбе Бюро Окружной суд в Загребе распорядился продлить срок Поланчеца под стражей и заблокировать его состояние.
15 октября 2010 года Поланчеца был приговорён к 15 месяцам тюремного заключения за частный случай злоупотребления властью, когда он утвердил вымышленный счёт одному вуковарскому адвокату в обмен на то, что его клиенты отзовут свои иски против правительства. Другие случаи коррупции ещё рассматриваются.